# Ole Irgens (Bischof)
Ole Irgens (* 22. Januar 1724 in Surnadal; † 15. Oktober 1803 in Bergen) war ein norwegischer Geistlicher und Bischof.

## Leben
Ole Irgens war der Sohn des Vikars Johannes Irgens aus dem alten Geschlecht der Irgens. Nach einer kurzen Studienzeit begann er unter seinem Vater als Kaplan zu arbeiten. Im Jahre 1756 verließ er ihn, um Schiffsprediger in Marokko zu werden. Aber nach diversen Problemen kam er im Jahre 1760 nach Norwegen zurück, um Vikar von Fåberg zu werden. Im Jahre 1773 wurde er Vikar des Trondheimer Nidarosdoms und Dompropst im Bistum Nidaros. Von 1773 bis 1780 war Irgens Vizepräsident der Kongelige Norske Videnskabers Selskab. Im Jahre 1779 wurde er zum Bischof der Diözese Bjørgvin (Bergen) erwählt. Dieses Amt hatte er trotz seiner Blindheit in den letzten fünf Lebensjahren bis zu seinem Tod im Jahre 1803 inne.
Irgens war ab 1761 mit Christiane Bang, einer Tochter des Bischofs von Nidaros Marcus Fredrik Bang, verheiratet.